# هارالد هاس
هارالد هاس متولد ۱۹۶۸ در آلمان، استاد ارتباطات سیار در دانشگاه ادینبورگ است و فردی است که اصطلاح لای فای را ابداع کرده‌است. در سال ۲۰۱۲ او یکی از بنیانگذاران pureVLC (در حال حاضر pureLiFi) بود. او در سال ۲۰۱۷ به عضویت انجمن سلطنتی ادینبورگ انتخاب شد.